# تجزیه شیمیایی

در علم شیمی، تجزیه شیمیایی (به انگلیسی: Chemical decomposition) عبارت است از تجزیه یک ماده شیمیایی به عناصر سازنده آن یا اجزا ساده‌تر.واکنش تجزیه یک ماده شیمیایی ممکن است به شکل‌ها و روش‌های گوناگونی رخ دهد مثلاً در تولید فلز سدیم از تجزیه سدیم کلرید،از روش برق کافت استفاده می‌شود.

## معادله واکنش
معادله یک واکنش شیمیایی به‌طور کلی به صورت زیر نوشته می‌شود:
AB → A + B
ّبه‌طور مثال واکنش تجزیه کلسیم کربنات به کربن دی اکسید و کلسیم اکسید به وسیله گرما به شکل زیر است:
CaCO3 → CaO + CO2